# Betzy Helström
Bessie (Betzy) Maria Regina Helström, född 3 juni 1874 i Vist församling, Västergötland, död 1966, var en svensk-amerikansk konstnär.
Hon var dotter till regementspastorn vid Älvsborgs regemente Nils Gustaf Strömbom och Maria Sofia Elisabet Ählström och gift med köpmannen Hugo Helström. Efter konststudier i Sverige utvandrade hon till Amerika 1896 där hon fortsatte sina studier vid Pratts Institute i New York och vid Fine Arts Academy i Chicago. Hon bosatte sig därefter i Miami Beach, Florida. Förutom ett stort antal utställningar i Amerika medverkade hon i den svensk-amerikanska vandringsutställningen i Sverige 1920 och i den svensk-amerikanska konstutställningen i Göteborg 1923. Hennes konst består till stor del av blomsterstilleben och landskapsmålningar i olja, akvarell eller pastell.